# БМ-31-12
БМ-31-12 — модифікація гвардійських реактивних мінометів типу «Катюша». Вирізнялася використанням спрямовувачів стільникового типу. Для стрільби застосовувалися снаряди М-31, більш потужні, аніж снаряди М-13, що застосовувалися в БМ-13. За аналогією з «Катюшею» цій модифікації системи польової реактивної артилерії дали в народі прізвисько «Андрюша».

## Історія
У червні 1944 року на озброєння надійшла нова пускова установка БМ-31-12 для М-31 на шасі Студебекер ЮС6. Перше бойове застосування «Андрюші» відбулося 17 липня 1944 року в районі села Налючі, залп 144 пускових рам-станків, оснащених 300-мм реактивними снарядами.
Всього за час німецько-радянської війни у війська надійшло 1800 БМ-31-12, з них 100 втрачено за час перебігу війни.

## Технічні особливості
Пуск снарядів з пускової установки БМ-31-12 здійснювався не з транспортних закупорок, а зі спрямовувачів стільникового типу. Кожен зі спрямовувачів пускової установки складається із чотирьох труб діаметром 32 мм і довжиною 3 м, що знаходяться всередині восьмигранних обойм, які зв'язують їх. Труби комірки розташовані один щодо одного так, що в поперечному перерізі утворюють квадрат, в який вписується коло діаметром 306 мм. Таким чином, комірки є ніби стволами, що надають снарядам напрямок польоту. Дванадцять комірок спрямовувачів об'єднані в пакет, який складається із двох ярусів по шість комірок у кожному. Для стопоріння снарядів на спрямовувачах при русі установки розроблено спеціальне пристосування, що складається з верхньої та нижньої поперечних планок з колодками для закріплення снаряда спереду в похідному положенні, двох задніх відкидних решіток з тарелями і натягачами (для закріплення снаряда з боку зрізу сопла) і системи важелів, які дозволяють опускати або піднімати відкидні решітки і тим самим стопорити або звільняти снаряди. Цей пристрій був також блокуванням, яке виключає мимовільний пуск снаряда в похідному положенні установки. Завдяки наявності пристрою стопоріння снарядів на спрямовувачах пускові установки могли заряджатися у висхідному районі, висуватися на вогневу позицію, давати залп і покидати вогневу позицію до того, як противник завдасть по ній удару. Пускова установка має підіймальний і поворотний механізми, за допомогою яких забезпечується достатня точність і швидкість наведення пакету спрямовувачів по куту піднесення (від 10° до 48°) і по горизонту (± 10°) без пересування базового шасі. З прийняттям на озброєння таких бойових машин різко зросла маневровість і скорострільність важкої реактивної артилерії.
Снаряд М-31 для установки БМ-31 був 310 мм в діаметрі, він важив 92,4 кг і містив 28,9 кг вибухівки. Далекобійність — 6 км, тривалість залпу у БМ-31-12 (12 снарядів) — 7 — 10 секунд; час заряджання — 10 — 15 хвилин. Запуск проводився руків'ям електро-котушкою, з'єднаною з акумуляторною батареєю та контактами на спрямовувачах — при повороті руків'я по черзі замикалися контакти і в черговому зі снарядів спрацьовував пусковий піропатрон. Вкрай рідко при великій кількості спрямовувачів на установці застосовувалися дві котушки одночасно. За характерну форму головної частини М-31 фронтовики називали Лукою Мудищевим.

## Зображення

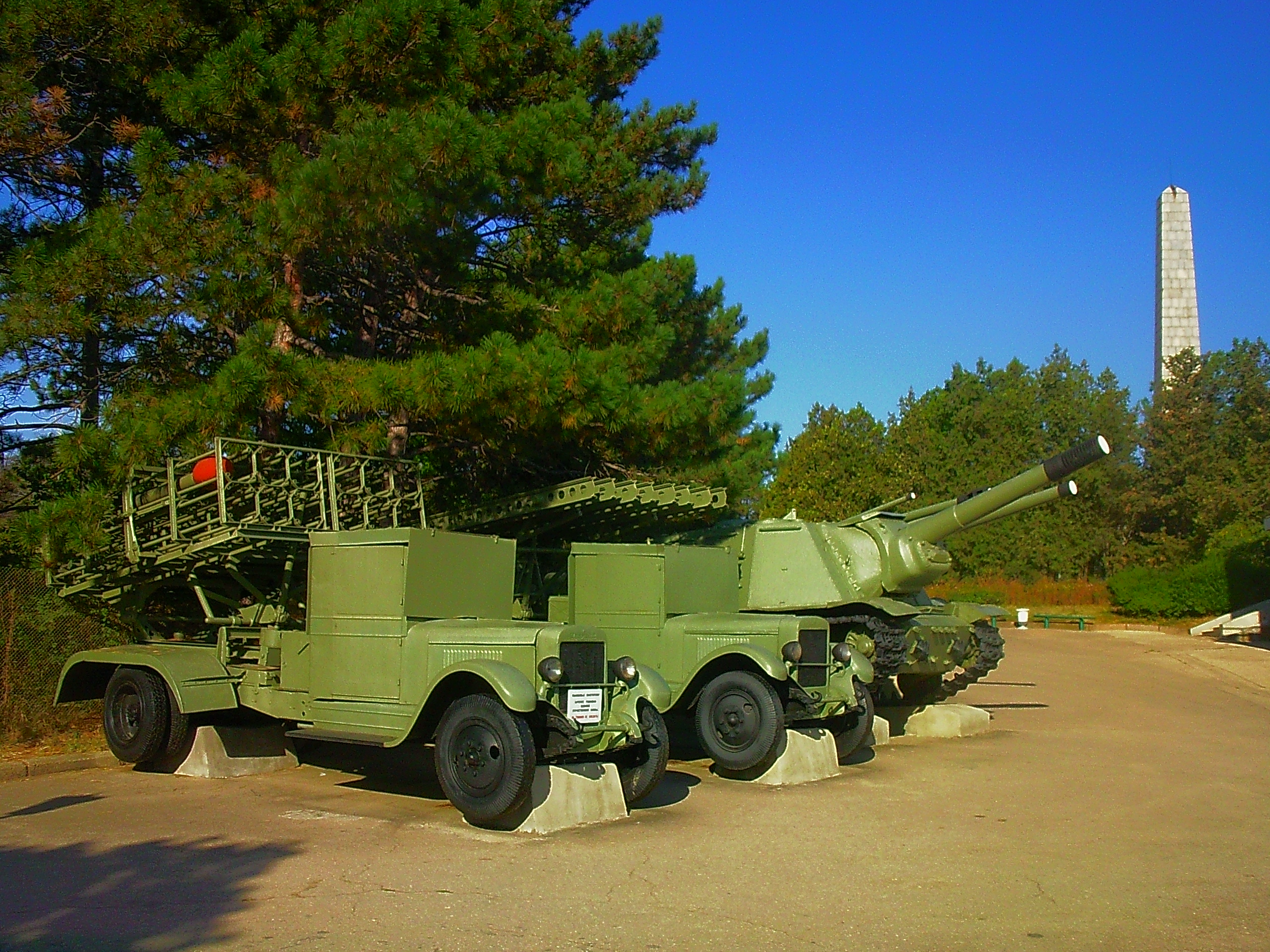
На шасі ЗІС-12 з БМ-13 і ІСУ-152, Сапун-Гора
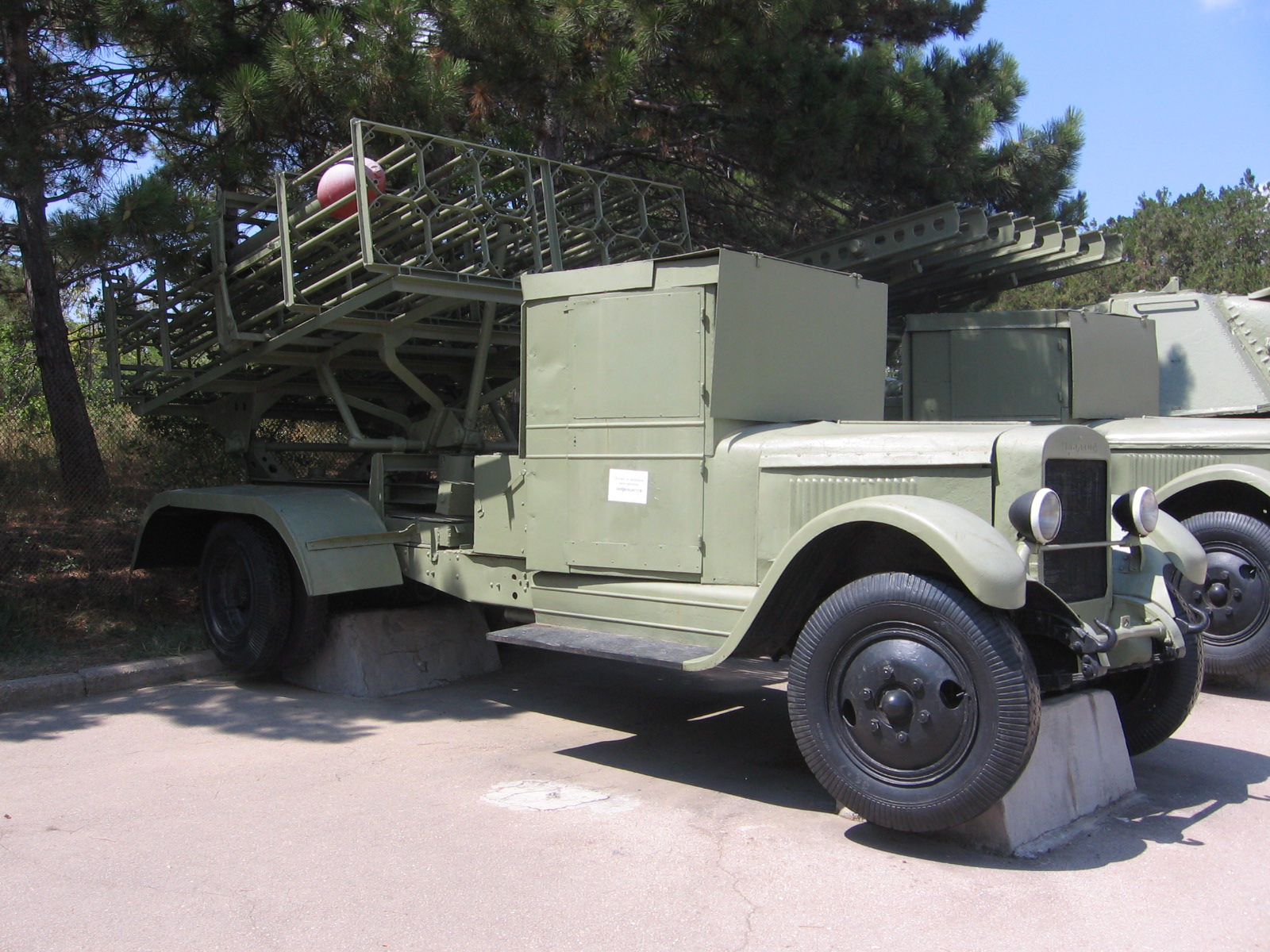
На шасі ЗІС-12, Сапун-гора
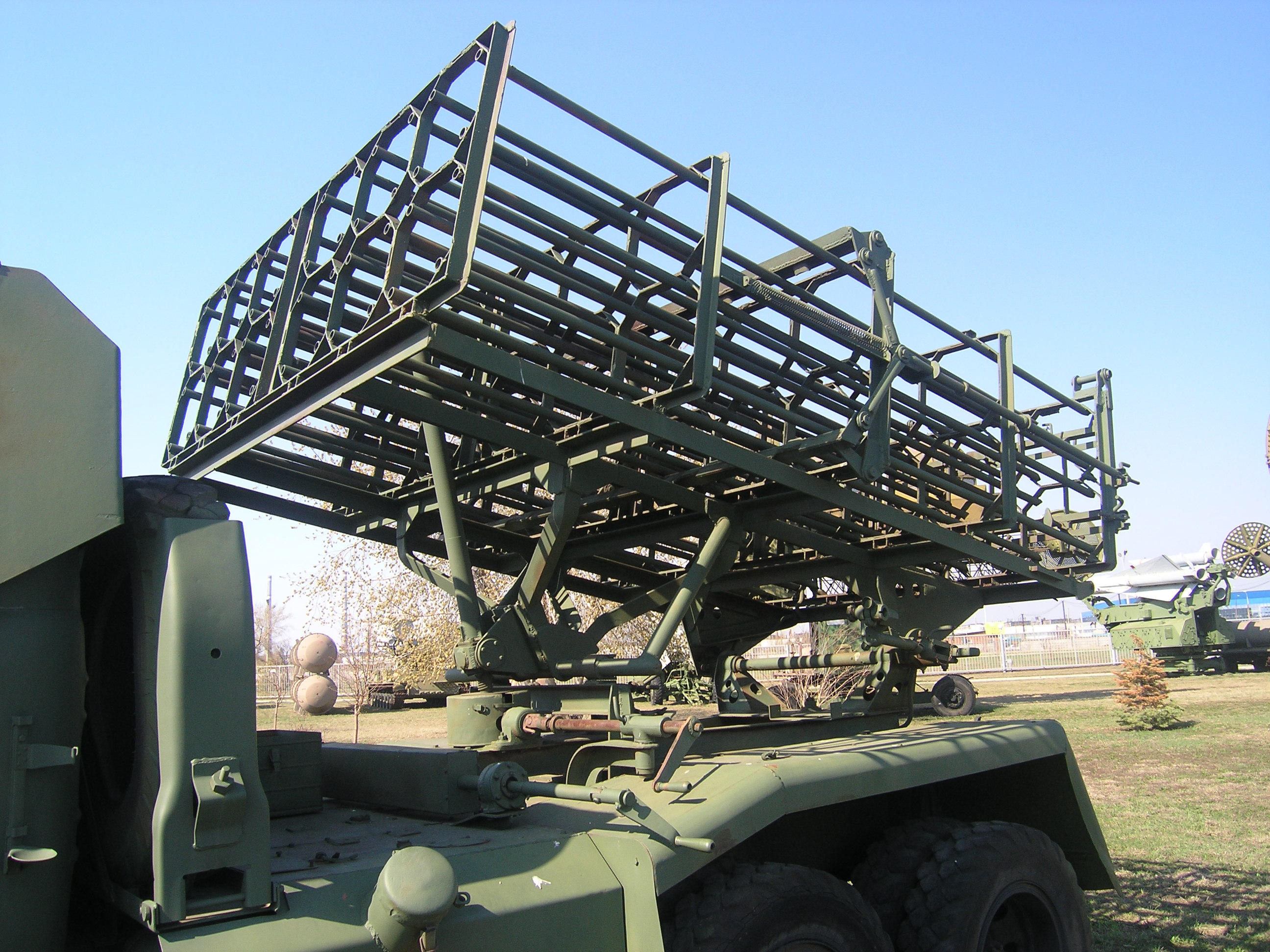
Стільникові спрямовувачі установки БМ-31-12
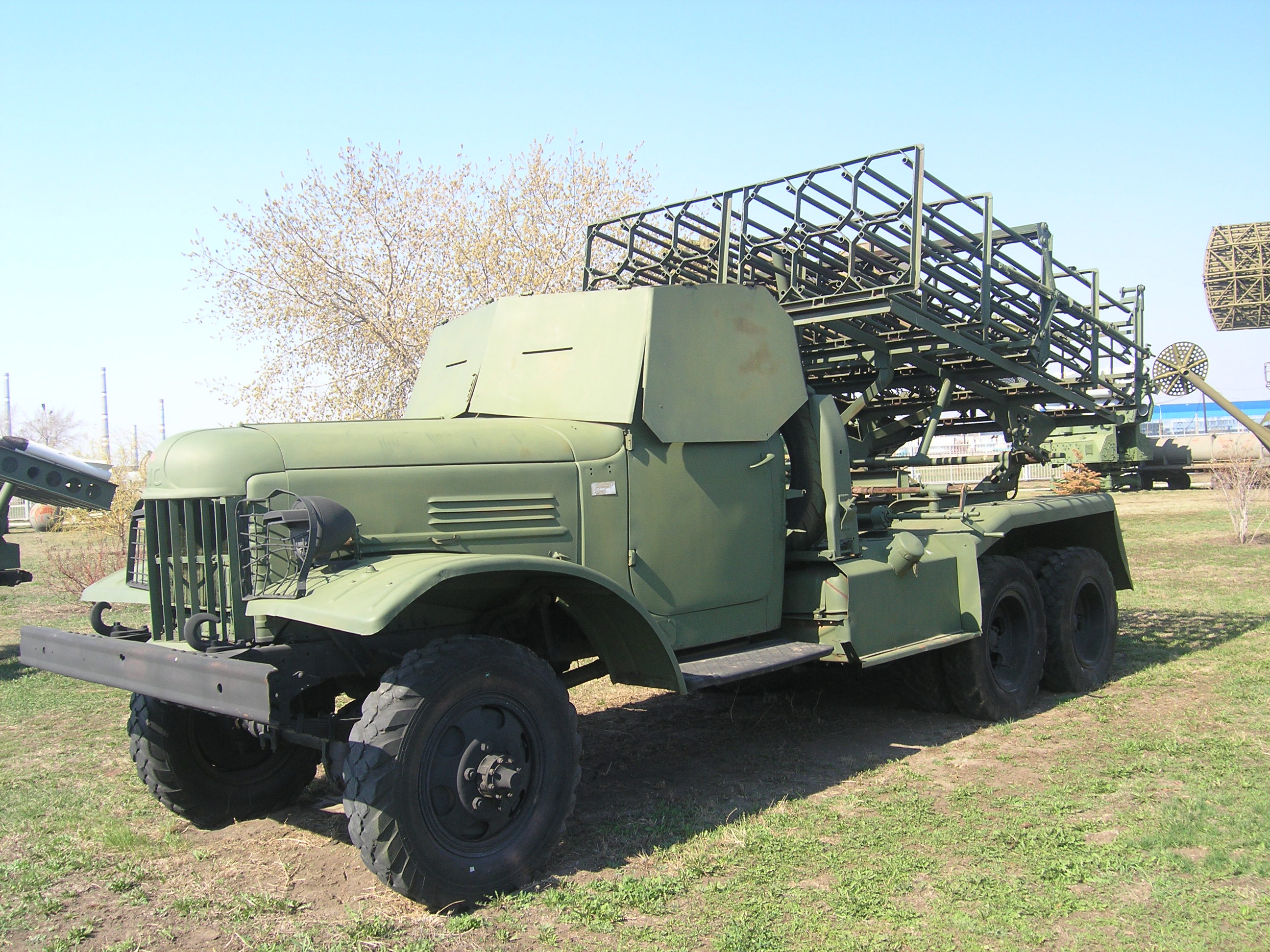
Післявоєнна версія на шасі ЗІС-151 в музеї в Тольятті